# Sauerburg (Homberg)

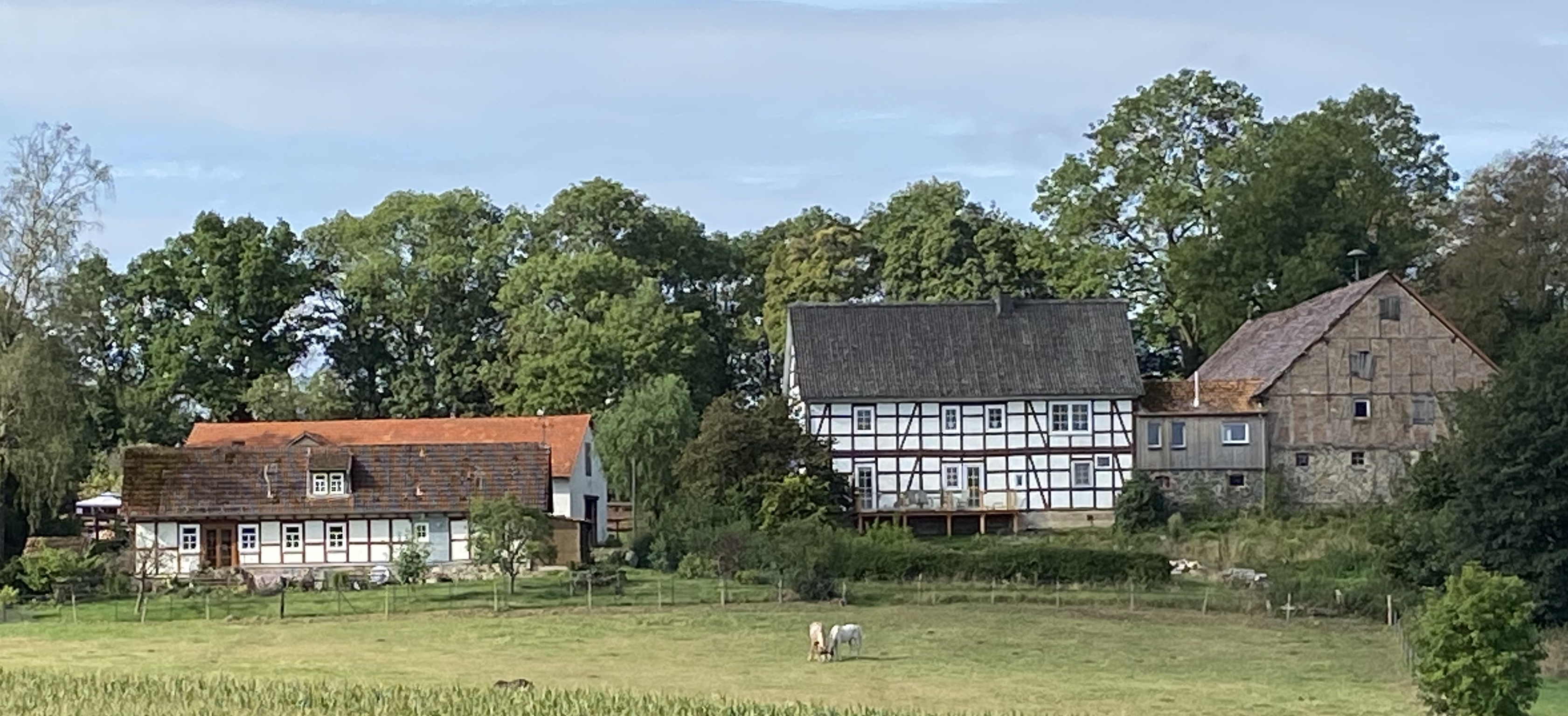
Sauerburg von Osten

Das Gut Sauerburg ist heute ein landwirtschaftlicher Betrieb in der Gemarkung von  Mörshausen, einem Stadtteil von Homberg (Efze) im nordhessischen Schwalm-Eder-Kreis.

## Lage
Der Gutshof liegt auf 365 m ü. NN 1,7 km nordwestlich von Mörshausen, 3 km nordöstlich von Homberg, und südöstlich des Mosenbergs, von diesem durch die Schlucht des Klingelbachs getrennt am Hang eines Sauerburg genannten Nachbarhügels. Er liegt am Ostrand des waldreichen Naturschutzgebiets Mosenberg bei Homberg und ist von diesem auf drei Seiten umgeben. Rund 400 m südlich verläuft die Landesstraße L 3224 von Homberg nach Ostheim, von der aus das Gut über eine Stichstraße erreicht wird.

## Geschichtliches
Der Ort wird im Jahre 1369 erstmals urkundlich erwähnt, als Eckehard von Felsberg eine Pfenniggülte zu Surinborg an Hans von Glasewald in Fritzlar verkaufte. Der Ort lag zu diesem Zeitpunkt wüst und war somit offenkundig vorher besiedelt gewesen. Auch 1393 war die Stelle noch wüst, als Erzbischof Konrad II. von Mainz Kunzmann von Falkenberg mit der Wüstung Surburg belehnte. Bald darauf scheint wieder ein Hof an der Stelle bestanden zu haben: im Jahre 1402 verkaufte der landgräfliche Ministeriale und Landvogt von Niederhessen Friedrich von Felsberg seine Hälfte an Gut und Gericht Surenburg, die vorher an Hans von Glasewald versetzt gewesen waren, an Landgraf Hermann II. von Hessen. Das Stift Hersfeld besaß Einkünfte in Sauerburg und belehnte 1477 die Herren von Falkenberg mit Zehnten zu Surenborgk; die Falkenberger hielten diese Belehnung bis 1606. 1531 wird der Ort als Hof, 1578 als Hof und herrschaftliches Vorwerk im landgräflich hessischen Amt Homberg bezeichnet.
Im 18. Jahrhundert war Sauerburg ein nach Zeitrecht ausgeliehenes herrschaftliches Gut, und 1786 kam es an Hermann Römer, in dessen Familie es bis 1915 verblieb. 1825 wurde der Gutsbezirk mit der Gemeinde Mardorf, später mit Mörshausen vereinigt. 1835 wurde Sauerburg, das zu diesem Zeitpunkt 23 Einwohner hatte, zum Erbleihgut, und 1848 wurde es durch Gesetz zum Eigentum des Johann Römer.
Koordinaten: 51° 3′ 22″ N, 9° 25′ 54″ O